# Hedyotis kurzii
Hedyotis kurzii är en måreväxtart som beskrevs av Elmer Drew Merrill. Hedyotis kurzii ingår i släktet Hedyotis och familjen måreväxter. Inga underarter finns listade i Catalogue of Life.